# اچ‌ام‌اس اف۲
اچ‌ام‌اس اف۲ (به انگلیسی: HMS F2) یک زیردریایی بود که طول آن ۱۵۱ فوت (۴۶٫۰ متر) بود. این زیردریایی در سال ۱۹۱۷ ساخته شد.